# 茂森あゆみ
茂森 あゆみ（しげもり あゆみ、1971年12月15日 - ）は、日本の歌手、女優、タレント 、声優、ナレーション。熊本県熊本市出身。血液型AB型。身長161cm。ホリプロ・スポーツ文化部所属。

## 略歴
武蔵野音楽大学音楽学部声楽科を首席で卒業。
1993年、NHK教育テレビの番組『おかあさんといっしょ』の17代目うたのおねえさんに就任。番組で共演したうたのおにいさんは8代目の速水けんたろう（同時就任・同時退任）、たいそうのおにいさんは10代目の佐藤弘道（同時就任）、たいそう（身体表現）のおねえさんは最初の1年間は初代の馮智英、以降の5年間は2代目の松野ちか（同時退任）。他に当時「志ん輔ショー」のコーナーに出演していた落語家の古今亭志ん輔（同時退任）。
1999年1月には『おかあさんといっしょ』にて速水けんたろうと共に「だんご3兄弟」を歌唱し、同曲が番組の曲としては異例の大ヒットを果たす。その中で、同年4月3日をもって番組を卒業。在任期間は6年間。同年12月には速水と共に『第50回NHK紅白歌合戦』に出場し、「だんご3兄弟」を歌唱した。
番組卒業後は、ホリプロ・スポーツ文化部に所属。クラシックを中心としたコンサート活動のほか、ミュージカルの舞台やドラマ・ナレーションなどで活動。
2002年、高校時代から交際していたテレビ番組のディレクター・プロデューサーの近藤真広と婚姻。2004年に第1子（長男）、2008年に第2子（次男）、2011年に第3子（長女）を出産。なお、今井ゆうぞうの訃報が発表された日には茂森自身は母親になって子供と最初にみたうたのおにいさんは今井ゆうぞうでたくさんの笑顔をもらったと自身のTwitterに書き記していた。
2003年から2013年まで、NHK教育テレビの音楽番組『クインテット』にて、アリアの声優を担当。
長男は2023年度より大学生になることも公表している。

## 人物
- 特技はピアノ、バレエ。
- 好きなファッションはクール系。
- トヨタ・ヴォクシーを好み、スポーティな走りにこだわっている。
- うたのおねえさんは教育テレビの観点から様々な禁止事項があり、その一つに恋愛があったが先述したようにレギュラー出演中にも恋愛交際していた。しかし茂森が言うには「守っている人間はいない」と述べており、特に茂森は「真剣な交際であるから、やましいことでもない」と開き直っていたという[3]。

## 出演

### テレビ番組
- おかあさんといっしょ（1993年4月5日 - 1999年4月3日、NHK総合テレビ→NHK教育テレビ）- 17代目うたのおねえさん[4]
- ガラスの地球を救え - ナレーター（2000年4月 - 2001年3月、朝日放送）
- 21世紀まんがはじめて物語 - お姉さん（2001年3月 TBS まんがはじめて物語の21世紀特別版として企画放映された）
- 深夜の音楽会 - 司会（2001年1月 - 2004年3月、日本テレビ）
- BS日本こころの歌 -  一時期準レギュラー、BS日テレ
- クインテット（2003年4月 - 2013年3月、NHK教育テレビ）- アリア 役（声の出演）
- どうする？東京 - 司会（2006年4月22日 - 2007年3月、毎月第4日曜日 18:30 - 19:00放送、TOKYO MX）

### NHK紅白歌合戦出場歴
| 年度/放送回               | 回 | 曲目        | 出演順 | 対戦相手 | 備考                               |
| ------------------------- | -- | ----------- | ------ | -------- | ---------------------------------- |
| 1999年（平成11年）/第50回 | 初 | だんご3兄弟 | 03/27  | 鳥羽一郎 | 速水けんたろうと合同で紅組から出演 |

注意点
- 出演順は「出演順/出場者数」で表す。

### 映画
- 仮面学園（2000年、小松隆志監督、東映）

### おかあさんといっしょ コンサート
| 公演   | タイトル                                                | 出演者（一部を除く） |
| ------ | ------------------------------------------------------- | --- |
| 1993年 | おかあさんといっしょ'93ファミリーコンサート             | 坂田おさむ、神崎ゆう子 速水けんたろう、茂森あゆみ、佐藤弘道、馮智英 みど、ふぁど、れっしー、空男 じゃじゃまる、ぴっころ、ぽろり |
| 1993年 | あつまれ うた!うた!うた!                                | 速水けんたろう、茂森あゆみ、佐藤弘道 みど、ふぁど、れっしー、空男 坂田おさむ、神崎ゆう子、じゃじゃまる、ぴっころ、ぽろり |
| 1994年 | すてきなうた だいすき!                                  | 速水けんたろう、茂森あゆみ、佐藤弘道、松野ちか みど、ふぁど、れっしー、空男 坂田おさむ、美咲あゆむ、飯田ミカ、小嶋信之、山岸隆弘 じゃじゃまる、ぴっころ、ぽろり |
| 1994年 | 世界のうた こんにちは                                   | 速水けんたろう、茂森あゆみ、佐藤弘道、松野ちか みど、ふぁど、れっしー、空男 小嶋信之、山岸隆弘、クロイ・マリー・マクナマラ、ジョンジョン じゃじゃまる、ぴっころ、ぽろり |
| 1995年 | 野原がぼくらの遊園地                                    | 速水けんたろう、茂森あゆみ、佐藤弘道、松野ちか みど、ふぁど、れっしー、空男 かもめの郵便屋さん、カメダス、あひるファミリー |
| 1995年 | おはなし列車で行こう                                    | 速水けんたろう、茂森あゆみ、佐藤弘道、松野ちか みど、ふぁど、れっしー、空男 小嶋信之、山岸隆弘、じゃじゃまる、ぴっころ、ぽろり |
| 1996年 | 音楽博士の楽しいコンサート                              | 古今亭志ん輔、速水けんたろう、茂森あゆみ、佐藤弘道、松野ちか みど、ふぁど、れっしー、空男 |
| 1996年 | はるなつあきふゆミュージカル                            | 古今亭志ん輔、速水けんたろう、茂森あゆみ、佐藤弘道、松野ちか みど、ふぁど、れっしー、空男 |
| 1997年 | お〜い! 〜音楽博士の楽しいコンサート2〜                 | 古今亭志ん輔、速水けんたろう、茂森あゆみ、佐藤弘道、松野ちか みど、ふぁど、れっしー、空男 |
| 1997年 | あ・い・うーをさがせ!                                   | 古今亭志ん輔、速水けんたろう、茂森あゆみ、佐藤弘道、松野ちか みど、ふぁど、れっしー、空男 じゃじゃまる、ぴっころ、ぽろり |
| 1998年 | 歌だ!ダンスだ!おまつりだ!                               | 速水けんたろう、茂森あゆみ、佐藤弘道、松野ちか みど、ふぁど、れっしー、空男 じゃじゃまる、ぴっころ、ぽろり |
| 1998年 | 〜夢のなか〜                                            | 古今亭志ん輔、速水けんたろう、茂森あゆみ、佐藤弘道、松野ちか みど、ふぁど、れっしー、空男 |
| 1999年 | おかあさんといっしょとゆかいななかま 〜わくわく大行進〜 | 古今亭志ん輔、速水けんたろう、茂森あゆみ、佐藤弘道、松野ちか みど、ふぁど、れっしー、空男 じゃじゃまる、ぴっころ、ぽろり、ワンワン、かなちゃん クリス、メイ・パイカ、ペッパー・タイガー、エディ・エックス タップ、クラップ |
| 1999年 | いつまでもともだち                                      | 杉田あきひろ、つのだりょうこ、佐藤弘道、タリキヨコ スプー、みど、ふぁど、れっしー、空男 速水けんたろう、茂森あゆみ、松野ちか |
| 1999年 | テレビタイムファミリーステージ99                        | 杉田あきひろ、つのだりょうこ、佐藤弘道、タリキヨコ スプー、みど、ふぁど、れっしー、空男 古今亭志ん輔、坂田おさむ、神崎ゆう子 速水けんたろう、茂森あゆみ、松野ちか ワンワン、りなちゃん、くぅ、かなちゃん クリス、戸田ダリオ、王健 エディ・エックス、ペッパー・タイガー、メイ・パイカ 秋田きよ美、平田実音、ワクワクさん、ゴロリ |
| 1999年 | 40周年 うたのパーティ                                   | 杉田あきひろ、つのだりょうこ、佐藤弘道、タリキヨコ スプー、みど、ふぁど、れっしー、空男 眞理ヨシコ、しゅうさえこ、森みゆき 坂田おさむ、神崎ゆう子、速水けんたろう、茂森あゆみ |
| 2009年 | 星空のメリーゴーラウンド 〜50周年記念コンサート〜       | 横山だいすけ、三谷たくみ、小林よしひさ、いとうまゆ ライゴー、スイリン、プゥート ひなたおさむ、かまだみき、恵畑ゆう スプー、アネム、ズズ、ジャコビ 眞理ヨシコ、田中星児 坂田おさむ、神崎ゆう子、速水けんたろう、茂森あゆみ 杉田あきひろ、今井ゆうぞう、はいだしょうこ 天野勝弘、佐藤弘道 じゃじゃまる、ぴっころ、ぽろり          |
| 2019年 | ふしぎな汽車でいこう〜60周年記念コンサート〜            | 花田ゆういちろう、小野あつこ、福尾誠、秋元杏月 チョロミー、ムームー、ガラピコ 眞理ヨシコ、坂田おさむ、神崎ゆう子 速水けんたろう、茂森あゆみ、横山だいすけ、小林よしひさ、上原りさ じゃじゃまる、ぴっころ、ぽろり、スプー ムテ吉、ミーニャ、メーコブ                                                                             |

### コンサート
- 2001年4月 福岡トリアス久山「トリアスドーム」こけらおとし
- 2001年10月 Bunkamuraオーチャードホール
- 2001年12月 東京ディズニーランド『W.ディズニー生誕100周年記念コンサート』

### 舞台
- 2000年7月 ディズニー・オン・アイス『リトル・マーメイド』プロモーションサポート役として、スポットCM出演
- 2000年7月 トリビュート音楽座ミュージカル「星の王子さま'95」『星の王子さま』 主演　王子役
- 2001年7月 音楽劇『三文オペラ』Bunkamuraシアターコクーンほか
- 2001年11月『ジキル&ハイド』日生劇場ほか

### テレビドラマ
- 月曜スペシャルドラマ 同窓会へようこそ - 遅すぎた夏の帰郷（1999年）
- チープ・ラブ（1999年10月    - 12月、TBS）- 加納あゆみ 役
- わがまま気まま旅気分〜京は二人で（2000年12月9日、BSフジ）- 千佳役

### CM
- 雪印乳業・ナチュレ（1999年）
- 政府広報・親子のSOS（2000年）
- ライオン・PCクリニカ（2002年 - 2003年）
- 森永製菓
  - おいしいコラーゲンドリンク
  - おいしい青汁

### インターネットテレビ
- FC町田ゼルビアをつくろう〜ゼルつく〜（2023年4月14日、ABEMA） - ナレーション

## 作品

### CD
- シングル
  - だんご3兄弟（1999年）
- アルバム
  - NHK おかあさんといっしょ ベスト50（1995年）
  - NHK おかあさんといっしょ スーパーベスト16（1995年）
  - NHK おかあさんといっしょ 音楽博士の楽しいコンサート（1996年）
  - NHK おかあさんといっしょ 最新ベスト イカイカ イルカ（1998年）
  - NHK おかあさんといっしょ いっしょにうたおう大全集40 ＋ カラオケ10（1999年）
  - ミュージック・ボックス - あゆみ・シングス・ディズニー（2000年）
  - 家宝 歌のお子様ランチ（2001年）
  - ジブリといっしょ（2006年）
  - You Gotta Quintet - Songs（2006年）

### VHS&DVD
- NHKおかあさんといっしょ「最新ベスト - みんなでうたおう16」（1996年）
- Voyage（2000年）
- Natural（2000年）
- クインテット ゆかいな5人の音楽家 ガラガラコンサート（2008年）

### 写真集
- 歌のお姉さんグラフィティ（1999年）
- Naturally（2000年）

## 受賞歴
- NHK会長賞（H11.3）
- スマイル・オブ・ザ・イヤー賞（1999年3月）
- TBS『第41回日本レコード大賞』「だんご3兄弟」特別賞・優秀作品賞（1999年12月）
- 第37回ゴールデン・アロー賞 話題賞（2000年3月）
- 第14回日本ゴールドディスク大賞 ソング・オブ・ザ・イヤー賞（2000年3月）